# Aishite Muscat
Aishite Muscat (en japonais : 愛してマスカット, Aishite Masukatto, lit. "I Love Muscat") est une chanson de Super Monkey's, sortie en tant que deuxième single sous le surnom de Super Monkey 4, et leur troisième single au total. La face B du single est un autre solo de Namie Amuro, Wagamama wo Yurushite. La chanson titre est apparue pour la première fois dans une publicité pour un chewing-gum avant la sortie de leur deuxième single, Dancing Junk (1993).
Singles de Super Monkey's 4
Dancing Junk
(1993)
Singles par Namie Amuro with Super Monkey's
Paradise Train
(1994)

## Avenants commerciaux[Quoi ?]
Le côté A a été utilisé dans les publicités pour Lotte Mascot Gum qui mettait en vedette le groupe. Une publicité a été tournée alors que leur chef de groupe d'origine, Anna Makino, faisait toujours partie du groupe. Une deuxième publicité mettant en vedette les membres restants jouant au football a été diffusée lors de la sortie du single.
- hœurs[Quoi ?]
- Nanako Takushi - chœurs
- Hisako Arakaki - chœurs